# Francis Berthelot

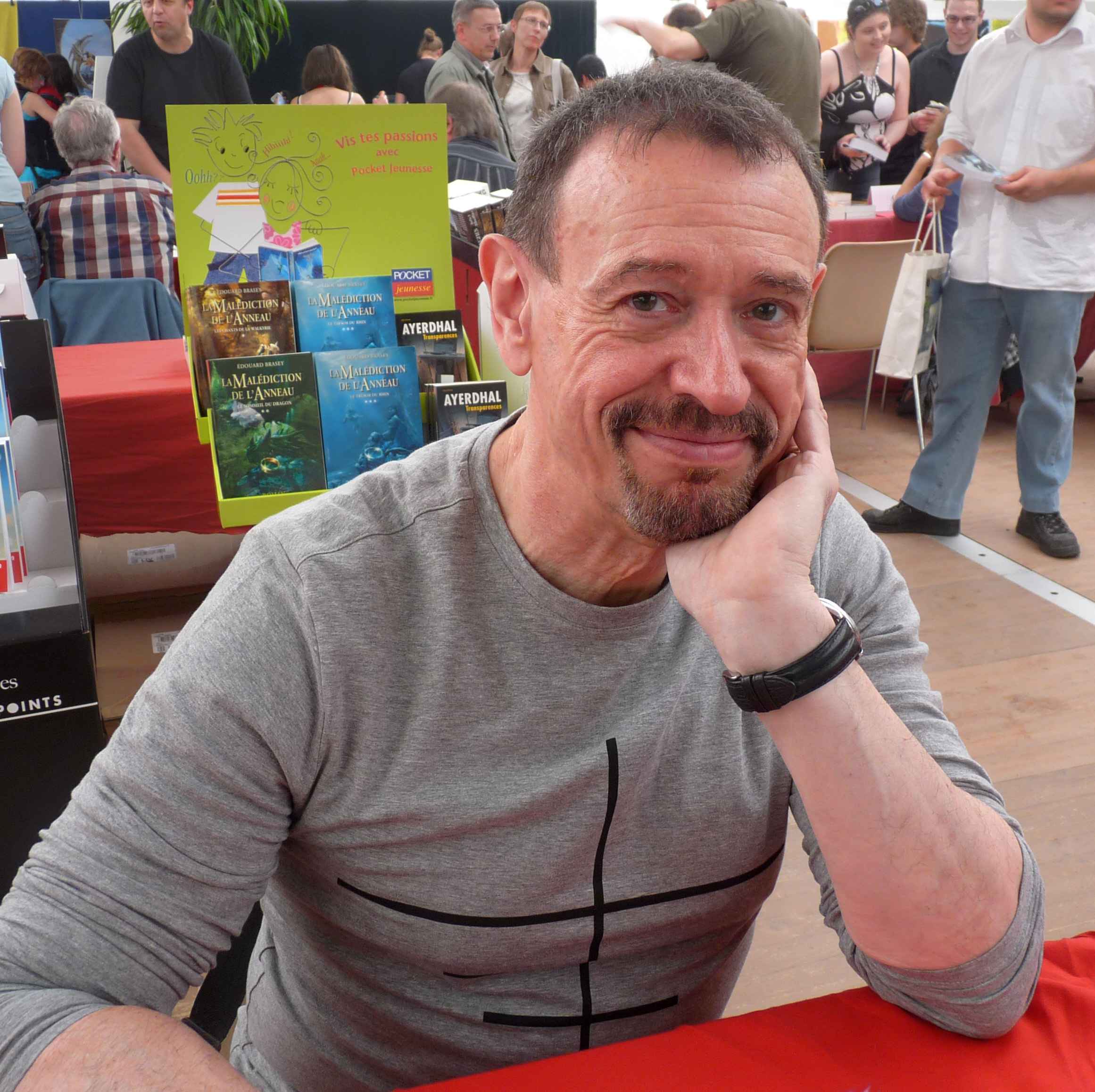
Francis Berthelot (2010)

Francis Berthelot (geboren am 27. Juli 1946 in Paris) ist ein französischer Schriftsteller, bekannt als Autor von Science-Fiction und Fantasy und als Komponist romantisch-phantastischer Ballettwerke.

## Leben
Berthelots Vater ist Kernphysiker, seine Mutter war Lehrerin und später Direktorin einer Vorschule. Nach dem Besuch des Lycée Louis-le-Grand studierte er ab 1966 Molekularbiologie an der École polytechnique. In der Folge arbeitete er als Forscher des CNRS am Institut de biologie physico-chimique, am Institut de biologie moléculaire (heute das Institut Jacques-Monod) und schließlich am Institut Pasteur. 1970 hatte er nach zwei Jahren Psychoanalyse und einer Krise beschlossen, sich zu seiner Homosexualität zu bekennen.
1975 promovierte er mit einer Arbeit über Transfer-RNA. Danach arbeitete er bis 1989 im Bereich Neurochemie am Collège de France.
Berthelot hatte sich von Jugend auf für Musik, insbesondere die Werke von Prokofjew, und für Literatur interessiert, und hier insbesondere für die phantastische Literatur und ihre Grenzbereiche. 1976 hatte er beschlossen, selbst Autor zu werden und 1980 war sein erster Roman erschienen, der im gleichen Jahr mit dem Prix de la SF de Metz ausgezeichnet wurde. La Lune noire d’Orion  ist ein Science-Fiction-Roman, der in ferner Zukunft auf den von Menschen besiedelten Planeten um die Sonnen des Sternbilds Orion spielt und von der Verfolgung der Minderheit der „Holoms“ handelt, der Nachfahren der einst als „Homosexuelle“ bezeichneten sexual-kulturellen Abweichler. Inspiration für den Roman war eine Reise in die USA, die er 1977 zusammen mit seinem Freund Jean Fournier unternahm. 1984 lernte er den Schauspieler Luc Alexander kennen, mit dem er die folgenden sieben Jahre bis zu dessen Tod 1991 zusammen lebte. 1986 schloss er sich der Gruppe Limite an, deren unter diesem Pseudonym veröffentlichter Erzählband Malgré le monde 1987 erschien. Berthelot trug hier die Erzählung Le Parc zoonirique bei, die 1988 mit dem Grand Prix de la Science-Fiction Française ausgezeichnet wurde.
Ab 1989 arbeitete Berthelot dann auch wissenschaftlich mit Literatur. Er befasste sich am Centre de Recherche sur les Arts et le Langage (CRAL) mit Literaturtheorie, Narratologie und mit den Grenzbereichen zwischen Mainstream-Realismus und literarischer Phantastik. 1995 gewann sein Essay La métamorphose généralisée: du poème mythologique à la science-fiction über Mythopoesis in der Science-Fiction den Grand Prix de l’Imaginaire. 1997 lernte er Marc Bernard kennen, der fortan sein Partner sein sollte.
In Zusammenhang mit seinen Arbeiten zu den Grenz- und Graubereichen zwischen Mainstream und Phantastik, für die im angelsächsischen Bereich Begriffe wie Slipstream, Interstitial Fiction und andere vorgeschlagen wurden, beschrieb Berthelot 2001 in Parole et dialogue dans le roman solche Genregrenzen überschreitende Literatur zunächst als fictions transgressives um dann 2005 in Bibliothèque de l’entre-mondes von transfictions zu sprechen.
2003 organisiert Berthelot zusammen mit John Pier und Jean-Marie Schaeffer La Narratologie, aujourd’hui, ein einmonatiges narratologisches Seminar an der École des hautes études en sciences sociales. 2007 zog er sich aus dem akademischen Bereich zurück, um sich fortan ausschließlich dem Schreiben zu widmen.
2011, nachdem er den neunten und letzten Band seines Romanzyklus Le Rêve du Démiurge abgeschlossen hatte, wandte er sich schließlich auch von der Literatur ab und der Musik zu. Er begann mit Hilfe einer Kompositionssoftware Ballette zu komponieren, deren Sujets sich im Bereich der von ihm schon literarisch behandelten Themen bewegten. So entstanden:
- L’Inaccessible. Ballett in fünf Bildern. Op. 1, 2015 (Musea, 1 CD, 2015)
- Kaël et Orian. Ballett in drei Akten. op. 2, 2018 (Musea, 1 CD, 2018)
- Le Sang du hautbois. Op. 3, 2014 (Musea, 1 CD, 2019)
- Le Chevalier obscur. Op. 4, 2015
- De l’espoir à la nuit: Azùn-Daar. Op 5, 2017
- Nathan et Selma. Op. 6, 2017 (Musea, 1 CD, 2018)
- Le Seuil. Op. 7, 2018

2016 wurde bei Berthelots Lebenspartner Bernard eine Myelofibrose-Erkrankung diagnostiziert, die bald eine umfassende Pflege erforderte, die Berthelot ab November übernahm bis zum Tod Bernards im April 2019.

## Auszeichnungen
- 1980 Prix de la SF de Metz für den Roman La Lune noire d’Orion
- 1987 Prix Rosny aîné für den Roman La Ville au fond de l’œil
- 1988 Grand Prix de la Science-Fiction Française für die Erzählung Le Parc zoonirique (erschienen unter dem Gemeinschaftspseudonym Limite)
- 1991 Grand Prix de l’Imaginaire für den Roman Rivage des intouchables
- 1995 Grand Prix de l’Imaginaire für den Essay La métamorphose généralisée: du poème mythologique à la science-fiction
- 2001 Grand Prix de l’Imaginaire für den Jugendroman La Maison brisée
- 2004 Prix Masterton für den Roman Nuit de colère
- 2004 Prix Masterton für die Erzählung Le Serpent à collerette
- 2005 Prix Masterton für die Sammlung Forêts secrètes
- 2009 Prix Masterton, Spezialpreis für Forêts secrètes

## Bibliografie
Khanaor (Romanserie)
- 1 Solstice de fer (1983)
- 2 Équinoxe de cendre (1983)
- Khanaor (Sammelausgabe von 1 und 2, 2001)

Le Rêve du Démiurge (Romanserie)
- 1 L’Ombre d’un soldat (1994)
- 2 Le Jongleur interrompu (1996)
- 3 Mélusath (1999)
- Le Rêve du Démiurge, l’intégrale – 1/3 (Sammelausgabe von 1–3, 1999)
- 4 Le Jeu du cormoran (2001)
- 5 Nuit de colère (2003)
- 6 Hadès Palace (2005)
- Le Rêve du Démiurge, l’intégrale – 2/3 (Sammelausgabe von 4–6, 2005)
- 7 Le Petit cabaret des morts (2008)
- 8 Carnaval sans roi (2011)
- 9 Abîme du rêve (2015)
- Le Rêve du Démiurge, l’intégrale – 3/3 (Sammelausgabe von 7–9, 2015)

Romane
- La Lune noire d’Orion (1980)
- La Ville au fond de l’œil (1986)
- Rivage des intouchables (1990)
- La Maison brisée (1999)

Sammlung
- La Boîte à chimères (2000)
- Forêts secrètes (2004)

Erzählungen
- L’Os érectile (1985)
- Le Parc zoonirique (1987, erschienen unter dem Gemeinschaftspseudonym Limite)
- Le Point de vue de la cafetière (1987)
- Perplexités d’un visiteur mort (1987)
- Vers le dieu Iceberg (1994)
- L’Homme de la mer Morte (1996)
- Le Condamné à cinq dimensions (1996)
- Les Rhinocéros bleus (1997)
- Le Triton (1998)
- Les Camionneurs de Noël (1998)
- Mélusath   (Roman) (1999)
- Mérélune (2001)
- Peinture de nuit (2002)
- La Gantière et l’équarrisseur (2003)
- Le Serpent à collerette (2003)
- La Nouvelle Alice (ou les bonheurs de l’impertinence) (2004)
- Le Cœur à trois temps (2004)
- Implosion (2004)
- Peter Paon et la Fée Crochette (2004)
- Rire de verre (2004)
- Le Livre et le Portail (2005)
- Mata Napari (2005)
- La Symphonie inaccessible (2006)
- Le Cimetière des toucans (2006)
- Le Questeur (2007)
- Au seuil de Loïkermaa (2009)
- LXIX (2009)
- Sextuor pour solo (2010)

Anthologie (als Herausgeber)
- Colloque de Cerisy. Science-fiction et imaginaires contemporains (2007)

Sachliteratur
- Contribution à l’étude des mécanismes de reconnaissance des acides ribonucléiques de transfert en systèmes procaryotes et eucaryotes (Dissertation, 1975)
- La métamorphose généralisée: du poème mythologique à la science-fiction (1993)
- Le corps du héros: Pour une sémiotique de l’incarnation romanesque (1997)
- Parole et dialogue dans le roman (2001)
- Du rêve au roman (2003)
- Bibliothèque de l’entre-mondes (2005)
- Colloque de Cérisy 2006: Science-Fiction et imaginaire contemporains (mit Philippe Clermont, 2007)